# Гамбит Вагнера
Гамби́т Ва́гнера — шахматный дебют, начинающийся ходами: 
 1. d2-d4 Кg8-f6 
 2. Кg1-f3 e7-e6 
 3. Сc1-g5 c7-c5 
 4. e2-e4.
Относится к полузакрытым началам.
Разработан немецким шахматистом Генрихом Вагнером. В 1927 году в ходе первой Шахматной олимпиады он применил данное начало в нескольких партиях, после чего за дебютом утвердилось название «Гамбит Вагнера».
Белые могут развить хорошую атаку после 4. …c5:d4 5. e4-e5! либо 4. …Фd8-b6 5. Кb1-d2 c5:d4 6. e4-e5, в то же время чёрные имеют возможности для уравнения игры путём 4. …h7-h6 5. Сg5:f6 Фd8:f6 6. e4-e5 Фf6-d8 7. Кb1-d2 c5:d4 8. Кf3:d4 d7-d5 9. e5:d6 Сf8:d6.

## Примерная партия
Лю Пей — Виктория Башките, Стамбул, 2005
1. d2-d4 Кg8-f6 2. Кg1-f3 e7-e6 3. Сc1-g5 c7-c5 4. e2-e4 Фd8-b6 5. Кb1-d2 c5:d4 6. e4-e5 Кf6-d5 7. Кd2-c4 Фb6-c7 8. Кf3:d4 a7-a6 9. Кd4-f5 Кb8-c6 10. Кc4-d6+ Сf8:d6 11. e5:d6 Фc7-a5+ 12. Сg5-d2 Фa5-c5 13. Кf5:g7+ Крe8-d8 14. Сd2-g5+ f7-f6 15. Фd1:d5 1-0. Взятие ферзя грозит матом (16. Cg5:f6+ Кc6-e7 17. Сf6:e7x), при отклонении жертвы чёрные несут серьёзные материальные потери.